# Gobiomorus
Gobiomorus — рід окунеподібних риб родини елеотрових (Eleotridae)

## Поширення
Рід поширений у морських, прісних і солонуватих водах вздовж тихоокеанського та атлантичного узбережжя Америки.

## Класифікація
Рід включає три види:
- Gobiomorus dormitor Lacépède, 1800
- Gobiomorus maculatus (Günther, 1859)
- Gobiomorus polylepis Ginsburg, 1953